# 愛乃はぁと
愛乃はぁと（あいの はぁと、Heart Aino）は、悠紀エンタープライズ開発の2D対戦型格闘ゲーム『アルカナハート』シリーズに登場する架空の人物。
担当声優は高橋美佳子。

## キャラクター設定
本作の主人公であり、誰からも好かれる性格の明るい少女。

### 『1』『FULL!』
ある日、東京上空に不穏な空気が立ち込め、幼い頃からの親友の聖霊パルティニアスが警告を発する。それと同時期に、様子がおかしくなった幼馴染の冴姫のために、問題解決を目指して行動を開始する。
戦闘ステージは「学園前・桜並木」。1対のレイピアを掲げた天使像の特徴的な門扉の向こう側に、葉桜の並木道が伸びる。アルカナフォース時は、葉桜だった桜並木が満開状態になる。

### 『2』『すっごい！』
パルティニアスから、「また日本に危機が訪れている」という話を受け、パルティニアスの導きで日本のために走り回る。

### 『3』
パルティニアスから、「また日本に危機が訪れている」という話を受け、パルティニアスの導きで日本のために走り回る。それのみならず、冴姫やペトラが頑張っているので手助けしたいと思っている。

## 人物
明朗闊達過ぎるほど明るい性格で、ピンクの短髪とハート型の特徴的なアホ毛がトレードマーク。なお、このアホ毛は、感情によって変化することがあり、垂れ下がったり、逆立ったりする時がある。これはゲーム中のグラフィックでも確認できる。
基本的には「愛で何でも解決できる」と信じており、曲がったことが大嫌いで大のお節介焼き。元気いっぱいの熱血漢で、そのため余計な事に首を突っ込んではなにかとトラブルを起こす。それでも、いざという時には自分の考えを具体的に述べたり、たとえ自分がどうなっても構わないといった気持ちを見せたり、深い発言をするなど、結構大人びている一面もある。
人一倍優れた聖霊を感知する力を持っており、母親の教育のお陰でそれを咎められずに育ってきた。そのため、邪悪では無い聖霊なら大抵仲良くなれる素養がある。その一方、基本的に敵や悪に対しては手加減しないが、その後には手を差し伸べたり敵の無事を祈る場面を見せるなど敵を敵と見られない、かなりのお人好しであることがうかがえる。
その才能ゆえに日本の聖霊庁から「稀代の聖女」として監視対象に指定され、それに目をつけたミルドレッド・アヴァロンによって捕獲対象になる。
友達と認めた者をあだ名をつけて呼ぶ癖があり、冴姫を「さーたん」、ペトラを「ぺとらん」と呼ぶなど、そのセンスは普通の人と比べると若干ズレている。これは親しみの証であって、接点が少ないキャラクターはあだ名では呼ばれないとのこと。
人柄がいいので、信念が否定されることがあるものの（主に初代シナリオの神依と『2』シナリオのペトラ）、彼女を完全に嫌いになったメインキャラクターがほぼいない（『3』後日談の時点まで）。ヴァイスとシャルラッハロートには「教官殿」と慕われる。
家が喫茶店を経営していて、料理(主に甘味)を作るのが上手。子供の頃から捨て犬や捨て猫を拾ってきては、母親を困らせていたらしい。片付けは苦手なため、部屋は若干散り気味。好きなテレビ番組は、特撮ヒーローとアニメで、逆にドラマやニュースはほとんど見ない。

## キャラクターの特徴
格闘ゲームの主人公らしくオーソドックスでバランスの取れた性能であり、初心者から上級者まで扱いやすい。
飛び道具の類は所持していないが、本作独自のシステム、アルカナセレクトでカバーできる。
特に拳を使ったパンチ技の性能に優れており、必殺技もほとんどが豪快なパンチ技である。
名が体を表しているのか、腕に巻かれたリボンが必殺技等の際にハート型になるのが特徴的。

## 技の解説

### 必殺技
はーとふるぱんち
ジャンピングアッパーによる対空技。リボンがハートの形を描く。無敵時間があり優秀な必殺技になっている。空中で出すことも可能。根元で当てると地上版は空中ガードが不可能で、Cで出すと、最初の1フレームは「相殺」が発生しない。
『3』からは追加入力によって「りぼんびーむ」と同じ動作の攻撃を放てる（性能は違う）。
鉄拳ぱんち
前方へパンチを繰り出しながら真横に突っ込む突進系必殺技。Bは腕を1回転、Cは腕を2回転させる準備モーションが入る。Cのこのモーション中は、飛び道具を跳ね返す効果があり、パンチには画面端の壁に叩きつける効果が発生する。空中ガードが不可能で、「相殺」も発生しない。
りぼんびーむ
前方に小さくジャンプし、斜め下方に向かってハート型の光球を放つ。足元が無敵になり、投げ属性の攻撃も無効になる。
屈んだ状態の相手を飛び越しながら当てられるので、BやCで出すと相手のガード方向を惑わせることが可能。
必殺きっく
空中から急降下しながら蹴りを放つ。相手を地面に叩きつける効果があり、B・Cは若干前にステップする。使用後の隙が少ないので反撃を受けづらいものの、蹴り技のためか判定はやや弱め。
アルカナ必殺技
『ニトロプラス ブラスターズ -ヒロインズ インフィニット デュエル-』で使用。はぁとの契約アルカナであるパルティニアスによる必殺技を繰り出す技。ボタンによって繰り出す技が異なり、Aでロズ スフェラ、Bでロズ トクソ、Cでトリス スフェラをそれぞれ放つ。

### 超必殺技
すっごいはーとふるぱんち
強化版「はーとふるぱんち」。根元の部分でヒットさせると相手をロックし、そのまま巻き込みながら上空に舞い上がる。攻撃力が高いのが特徴だが、根元から当たらないと通常の「はーとふるぱんち」と同じような性能になってしまう。地空両方で出すことが可能で、地上版の初段は空中ガード不可能な上、「相殺」が発生しない。
愛の鉄拳ぱんち
強化版「鉄拳ぱんち」。出が早く移動距離も長い上、相手を画面端の壁に叩きつける効果もある。
すっごい必殺キック
『2』から使用可能になった強化版「必殺きっく」。「愛の鉄拳ぱんち」同様出が早く、相手を地面に叩きつけバウンドさせる効果もある。

### クリティカルハート / リーサルブレイズ
とにかくすっごい愛の鉄拳ぱんち / とにかくぜったいすっごい愛の鉄拳ぱんち
技名は前者が『アルカナハート』シリーズ、後者が『ニトロプラス ブラスターズ -ヒロインズ インフィニット デュエル-』でのもの。
腕を豪快に振り回した後、斜め上空に突進しながらパンチを繰り出す技。暗転中にレバーを回すと攻撃力が上がる。
『3』のエクステンドフォース版およびリーサルブレイズ版はパンチを繰り出した後、さらにもう一度跳躍しながら2発目を繰り出し、攻撃力が大幅に増加する。
リーサルブレイズ版は2発目の攻撃を放つ前にパルティニアスのカットインムービーが挿入される。

## 契約アルカナ
“かつて聖女と呼ばれた処女” 愛のアルカナ パルティニアス（Partinias）
3対の大きな翼を持つ天使のような姿をした女性で、はぁとにとって最初の友達である聖霊。中世暗黒時代のヨーロッパで、「愛の尊さ」について説き続けて来た女性が魔女裁判によって処刑された後も、声無き存在として愛を説き続けた結果、聖霊化した存在。その後、世界を彷徨った末に、誰彼かまわず溢れんばかりの笑顔を振りまく幼い日のはぁとと出会い、友となった。はぁとが、愛の心を失わない限り、無償で力を貸す契約をしている。はぁとは、「パルちゃん」というあだ名で呼んでいる。

### 属性効果
トラペズィオ
空中での落下速度が緩やかになり、この間左右に移動できる。ただし、解除してしまうと、一度地面に着地しなければ発動できない。
フェンガリ
『2』から登場。Eボタンによる溜めた動作に飛び道具を反射する能力を付与する。

### アルカナ必殺技
ロズ スフェラ
低速でホーミングするピンク色の光球を発射する。出した光球が消えるまで、「ロズ スフェラ」を使うことはできない。ただし、「トリス スフェラ」は使用可能。また、弾数制限がある。
ロズ トクソ
ピンク色のレーザー光線を発射する。出が非常に早く、一瞬で画面端まで到達する。
ロズ キクロス
相手の飛び道具を反射するシールドを張る。後方からの飛び道具の攻撃は跳ね返すことができない。「ロズ スフェラ」を跳ね返すと、ホーミング性能が上がり3ヒットになる。

### アルカナ超必殺技
トリス スフェラ
「ロズ スフェラ」を3発同時に発射する。「ロズ スフェラ」同様に低速で相手を追尾する。発射した弾が残存中にもう一度使用する事は不可能で、弾数制限もある。ただし、「ロズ スフェラ」は使用可能。
ウラニオ トクソ
「ロズ トクソ」のパワーアップ版。ヒット数の増えた、太いレーザー光線を発射する。

### アルカナブラスト
エクリクシ
『2』から登場。キャラクターの必殺技を、アルカナ必殺技でキャンセルできる。

### アルカナフォース
プラニタリオ
「トリス スフェラ」と「ウラニオ トクソ」がゲージ消費無しで使用可能になり、「ロズ スフェラ」と「トリス スフェラ」の弾数制限も解除される。

### アルカナブレイズ
イリオス スフェラ
巨大な光球を発射する。発生が非常に遅いものの、空中ガードが不可能で「相殺」も発生しない。また、相手の飛び道具を跳ね返す効果もある。落ちてくる前の光球の状態でも、当たり判定が存在する。

## 他作品への出演
- 『東京ゲームショウ2013』で展示されたの3D格闘ゲーム開発ツール『EF-12』には、はぁとのモデルデータが展示公開された。これは、この展示のために新たに3Dモデルで作り起こし，ドット絵アニメーションを再現した専用モーションも用意されたもので、EF-12の開発者の小野口正浩とアルカナハートのプロデューサー高屋幸治が旧知の仲であったために実現した[3]。また、「格闘ゲームのビジネスが今のままのやり方では続いていかないのではないか」との危惧し、商業とインディーズのミックスする試みで行われたものだとのこと[4]。
- 『3』の調整版の『アルカナハート3 LOVEMAX!!!!!』の稼働に併せて、サンリオ関連施設に設置された筐体ゲーム『ハローキティとまほうのエプロン』とコラボレーションが行われており、秋葉原ラジオ会館に設置された筐体でのみ限定カードが配布された[5]。また、『アルカナハート』シリーズと『ハローキティとまほうのエプロン』とのコラボレーションはそのまま継続し、3DSで発売された『ハローキティとまほうのエプロン リズムクッキング♪』でも2013年12月12日より期間限定で公開された秘密のパスワードを入力することで、ゲーム内に登場しプレイ可能になる[6]。
- エクサムが開発した対戦型格闘ゲーム『ニトロプラス ブラスターズ -ヒロインズ インフィニット デュエル-』のコンシューマー版にはぁとがプレイヤーキャラクターとして参戦する[7]。

## その他
- はぁとの母親は子持ちでありながら現役の聖女を務め、日本聖霊庁とも交流がある。聖女は若年層が大半であるが、中学生相当の年齢の子供を持つような年齢でも現役の聖女は少ないが存在する。
- 2007年度の『月刊アルカディア大賞』のキャラクター部門で1位を受賞している[8]。
- しかし2015年08月24日に発表された『アルカナハート×サンリオキャラクターコラボ第2回人気投票』[9]では、アルカナハートシリーズの中核に位置する主人公であるにも係わらず『0票』という結果を叩き出してしまった。尚、この投票は総票1512票で同コラボイベントの総票数としては過去最大の投票数であった。